# Эквадор на летних Олимпийских играх 1988
Эквадор принимал участие в Летних Олимпийских играх 1988 года в Сеуле (Республика Корея) в седьмой раз за свою историю, но не завоевал ни одной медали. Сборную страны представляли 13 участников, из которых 3 женщин.